# Valeria Graci
Valeria Graci (Milano, 22 agosto 1980) è una comica, attrice e conduttrice televisiva italiana, nota come membro del duo comico Katia & Valeria.

## Biografia
Nata a Milano, inizia la carriera frequentando il laboratorio teatrale presso il Centro di Aggregazione Multifunzionale Scaldasole di Milano. Nel 2001 forma insieme a Katia Follesa il duo comico Katia & Valeria, con cui dopo un periodo di gavetta tra cabaret e laboratori approda in televisione, in particolare a Italia 1 a Colorado Cafè, e successivamente con piccole apparizioni a Rai 2 e MTV Italia. Nello stesso periodo entrano nel laboratorio di Zelig, esordendo nel 2004 nei programmi Zelig off e Zelig Circus su Canale 5. Nel 2007 Katia e Valeria fanno parte del cast di Scherzi a parte.
Tra il 2008 e il 2009 Graci è presente nel cast delle sitcom Mediaset Don Luca c'è e Fratelli Benvenuti mentre nel 2010 presenta Protagoniste su Sky Uno. Nel 2011 recita nel cast dei lungometraggi Ex - Amici come prima! di Carlo Vanzina, Vacanze di Natale a Cortina di Neri Parenti e Baciato dalla fortuna di Paolo Costella.
Nel febbraio 2012 il duo Katia & Valeria si scioglie. Tra ul 2013 e il 2014 Graci entra nel cast di Made in Sud su Rai 2, in cui diviene famosa per la caricatura del personaggio di Peppa Pig. L'interpretazione del personaggio di Graci viene scelto da Antonio Ricci per Striscia la notizia, dove la comica entra nel cast degli inviati dal 2014 sino al 2022. Nel 2014 recita nei film Sapore di te di Carlo Vanzina e Ma tu di che segno 6? di Neri Parenti, e nelle serie televisive di Canale 5 Rodolfo Valentino - La leggenda e Furore. Nel 2015 Ricci affida alla comica la conduzione di Paperissima Sprint con Alessia Reato e Vittorio Brumotti.
Dopo aver fatto parte del cast comico di Colorado, nel 2016 recita nel film Bianco di Babbudoiu e nel tour teatrale E risero felici e contenti con David Pratelli. Nelle estati del 2017 e 2018 è una delle conduttrici insieme a Arianna Ciampoli, Veronica Maya e Mariolina Simone del programma estivo in onda su Rai 1 Quelle brave ragazze.... Nel 2018 debutta come conduttrice radiofonica su RTL 102.5, successivamente conduce lo spazio radiofonico insieme a Manila Nazzaro dal lunedì al venerdì a Radio Zeta nella trasmissione Zeta a pois.
Dal 17 giugno 2019 è nel cast con Pierluigi Diaco della trasmissione pomeridiana estiva di Rai 1 Io e te e della sua seguente versione notturna invernale Io e te di notte. Il 6 dicembre 2019 fa parte della giuria dello Zecchino d'Oro.
Il 14 e 15 marzo 2022 ha condotto, al fianco di Gerry Scotti, due puntate di Striscia la notizia in sostituzione di Francesca Manzini, mentre dal 9 maggio torna a condurre Striscia la notizia in sostituzione di Michelle Hunziker.
Tra il novembre 2024 e l'aprile 2025 Graci torna a recitare a teatro con Katia Follesa dopo dodici anni dalla rottura del duo comico con lo spettacolo Ma non dovevamo non vederci più?. Nel marzo 2025 è su Prime Video in LOL - Chi ride è fuori.

## Vita privata
Nel gennaio 2011 ha avuto un figlio con il marito Simon Russo, dal quale si è successivamente separata.

## Programmi televisivi

### Katia & Valeria
- MTV Comedy Lab (MTV, 2004)
- Colorado Cafè (Italia 1, 2004)
- Sformat (Rai 2, 2004)
- Zelig Off (Canale 5, 2005)
- Zelig Circus (Canale 5, 2005)
- Zelig (Canale 5, 2005-2011)
- Sputnik (Italia 1, 2006)
- Scherzi a parte (Canale 5, 2007)

### Individuale
- Bionda anomala (All Music, 2008)
- Protagoniste (Sky Uno, 2010)
- Made in Sud (Rai 2, 2013-2014)
- Striscia la notizia (Canale 5, 2014-2023)[17]
- Colorado (Italia 1, 2015-2016)
- Paperissima Sprint (Canale 5, 2015) - conduttrice
- Quelle brave ragazze... (Rai 1, 2017-2018)
- Io e te (Rai 1, 2019)
- Io e te di notte (Rai 1, 2019-2020)
- Paperissima (Canale 5, 2019) - conduttrice
- PrimaFestival (Rai 1, 2021)
- Festival di Castrocaro (Rai 2, 2021) - co-conduttrice
- Nudi per la vita (Rai 2, 2022) - concorrente
- Citofonare Rai 2 (Rai 2, dal 2022)
- Alessandro Borghese - Celebrity Chef (TV8, 2022) - concorrente
- Fake Show - Diffidate delle imitazioni (Rai 2, 2023) - concorrente
- LOL - Chi ride è fuori (Prime Video, 2025) - concorrente

## Filmografia

### Cinema
- Ex - Amici come prima!, regia di Carlo Vanzina (2011)
- Vacanze di Natale a Cortina, regia di Neri Parenti (2011)
- Baciato dalla fortuna, regia di Paolo Costella (2011)
- Sapore di te, regia di Carlo Vanzina (2014)
- Ma tu di che segno 6?, regia di Neri Parenti (2014)
- Bianco di Babbudoiu, regia di Igor Biddau (2016)
- La goccia e il mare, regia di Daniele Falleri (2018) - cortometraggio

### Televisione
- Per amore - miniserie tv (Canale 5, 2002)
- Don Luca c'è - serie tv (Italia 1, 2008)
- Fratelli Benvenuti - serie tv (Canale 5, Rete 4, 2009)
- Ho sposato uno sbirro - serie tv (Rai 1, 2010)[18] cameo
- eBand - serie tv (Disney Channel, 2012)[19] cameo
- Rodolfo Valentino - La leggenda - miniserie tv (Canale 5, 2014)
- Furore - serie tv (Canale 5, 2014)
- Din Don - Il paese dei balocchi - film tv (2022)

### Web
- SiSarà (2014)

### Videoclip
- Buona primavera di Pàmela feat. Trash Italiano & Elenoire Ferruzzi (2019)

## Teatro
- Laboratorio artistico con la compagnia "Scaldasole" (1997-2003)[20]
- Base per altezza diviso due di Valeria Graci, Katia Follesa; con Katia Follesa. Tour in Italia (2008-2011)
- E risero felici e contenti, regia di David Lubrano; con David Pratelli. Tour in Italia (2016)
- Ma non dovevamo non vederci più? di Valeria Graci, Katia Follesa; con Katia Follesa. Tour in Italia (2024-2025)

## Personaggi impersonati o imitati
- Valeriana (corteggiatrice di Uomini e donne)
- Michelle Bonev
- Peppia Pig (parodia di Peppa Pig)
- Mancia e Orso (parodia di Masha e Orso)
- Mamma di Virginia Raggi
- Barbara D'Urso
- Federica Panicucci
- Laura Pausini
- Jole Santelli
- Prutela Tacabrighe (irascibile donna bergamasca)
- Greta Thunberg
- Paola De Micheli
- Barbara Palombelli
- Puffetta Leotta (parodia di Diletta Leotta)

## Radio
- Zeta a pois (Radio Zeta, 2018-2019)
- No problem - W l'Italia (RTL 102.5., 2020-2022)

## Pubblicità
- Smemoranda (2008)
- Lady 2000 (2010)
- Philadelphia senza lattosio (2011)
- Sigma vinci vinci (2011)
- Rio Mare Insalatissime (2012)